# Campimoptilum arabica
Campimoptilum arabica is een vlinder uit de familie nachtpauwogen (Saturniidae). De wetenschappelijke naam van deze soort is, als Goodia smithi arabica, voor het eerst gepubliceerd in 1977 door Pierre Claude Rougeot.
De soort komt voor in Jemen.

## Type
- holotype: "male. 23–25.IX.1937. leg. H. Scott & E.B. Britton"
- instituut: BMNH, Londen, Engeland
- typelocatie: "Yemen, West-Aden Protectorate, Dhala, 5000 ft"